# Get Your Wings
Get Your Wings címmel 1974. március 1-én jelent meg az amerikai Aerosmith együttes második nagylemeze, amelyet a Columbia (később a Sony) adott ki. Ez volt az együttes első olyan lemeze, amelyen már Jack Douglas producerrel dolgoztak együtt, aki az ezt követő nagy sikerű albumokon is segédkezett. A lemezre felkerült a Train Kept A-Rollin' című rhythm and blues klasszikus feldolgozása is, amely a mai napig a koncertprogram kedvelt darabjának számít. A dalt legelőször Tiny Bradshaw vette lemezre még 1951-ben. Az album kiadói támogatás hiányában nem aratott kiugró sikert, de a folyamatos koncertezésnek köszönhetően közel egy évig listán tudott maradni, és 1975-re aranylemez lett.
Az albumról a Same Old Song and Dance, a Train Kept A-Rollin', és a S.O.S. (Too Bad) dalokat adták ki kislemezen, de különösebb sikert egyik sem ért el. A nagylemez a Billboard 200 lemezeladási listán a 100. helyen nyitott, majd a 70. helyig tornázta fel magát. Az RIAA adatai alapján 1986-ra 2 millió példányban kelt el az Egyesült Államokban, 2001-re pedig átlépte a 3 millió fölötti példányszámot, így 3x-os platina minősítést szerzett.

## Információk a dalokról
Az album dalait még a stúdiómunkálatok megkezdése előtt, a Newbury Streeten található Drummer's Image nevű hangszerbolt alagsorában írta meg a zenekar négy hónap alatt. Ezenkívül egy Beacon Street-i lakásban is születtek ötletek még 1973 nyarán. A nyitódal Same Old Song and Dance nyitóriffjét Joe Perry egy este találta ki egy kanapén heverészve. A dalban elhangzó Got you with the cocaine, found with your gun sorokat a kislemezes kiadásra átírták You shady looking loser, you played with my gunra. A Lord of the Thighs Tom Hamilton elmondása szerint a hajnali sétáink során tapasztalt éjszakai élet szépségeit örőkítette meg. A Steven Tyler által írt dallal egy „selyemkalapos stricivel” és prostituáltakkal való találkozásuk hangulatát kívánták megörökíteni. A dal címe (A combok ura) William Golding regényére a Lord of Fliesra (A legyek ura) utal, amelyet akkor filmesítettek meg. A kritikusok meglepődtek azon, hogy az együttes irodalmi utalást tett. A dalban hallható zongoratémákat Tyler játszotta fel. Joey Kramer dobbevezetője nagymértékben hasonlít az egy évvel később kiadott Walk This Way elejére.
A Spaced már a stúdiómunkálatok közben született meg. A dal a világban zajló „káoszt” jellemzi. A Woman of the World című számot Tyler még a korábbi együttesében a The Strangeursban írta meg közösen Don Solomonnal. Perry elárulta, hogy a Rattlesnake Shake (Fleetwood Mac) középrészét is felhasználták hozzá. Az S.O.S. (Too Bad) című számot sokan protopunk (punk előfutárnak) dalként tartják számon, melyre a morálisan megkérdőjelezhető szöveg is ráerősít. Az S.O.S. rövidítés a Same Old Shit szavakra utal. A dal a városi élet, a drogok és a szex témaköreit boncolgatja. A Train Kept A Rollin című számot eredetileg Tiny Bradshaw írta meg és adta ki 1951-ben, de a Johnny Burnette and The Rock and Roll Trio is feldolgozta 1956-ban. Az 1960-as években a The Yardbirds tette ismertté a számot, és az Aerosmith feldolgozása is ezt a verziót vette alapul. A dal az együttes egyik védjegyévé vált, még manapság is gyakori a koncertek záródalaként.
A Seasons of Wither Tyler dala volt, akit egy téli táj inspirált a dal megírására. A táj egy öreg csirkefarm közelében volt a Massachusetts állambeli Needhamben, ahol akkoriban Kramerrel együtt élt az énekes. Tyler így emlékezett vissza a szám megszületésére: Hajnaltájt feküdtem az ágyamban, hallgattam a fák süvöltését a csupasz fák között, és megihletett a melankolikus hangnem. Éppen azon bosszankodtam, hogy miért kell olyan sok adót fizetnem, és mivel dühösen mindig jól megy a dalírás, lementem a földszintre, bevettem néhány Tuinalt és Seconalt, meggyújtottam egy füstölőt, majd fogtam ezt a gitárt, amit Joey kukázott korábban, és megírtam a Seasons of Withert. Joe Perrynek ez a kedvenc száma az együttes balladisztikus szerzeményei közül. Az utolsó dalként szereplő Pandora's Box dallamát Kramer írta meg, akinek ez volt az első szerzeménye az együttes számára. A dal véglegessé formálásába már Tyler is besegített. Kramer egy vermonti tanyában írta meg a szám fő dallamát, a szövege pedig a nők egyenjógúsításáról szól, ami akkoriban közkedvelt téma volt. A számot erősen inspirálták az 1960-as és '70-es évek soul zenészei.

## Az album felvétele
A lemez előkészítő munkálatai egy North End-i étterem hátsó helyiségében zajlottak le.
Az album felvételei a New York-i Record Plant stúdióban kezdődtek meg 1973. december 17-én, és 1974. január 14-én fejeződtek be. Az anyag producere Jack Douglas lett, aki korábban olyan sztárokkal is dolgozott, mint Alice Cooper, Lou Reed, Miles Davis vagy a The Who. Az együttműködés gördülékenyen zajlott le, Douglas az együttes jó barátja, szinte a hatodik tagja lett. Rajta kívül Ray Colcord is segédkezett a produceri teendőkben, míg a hangmérnöki feladatokat Jay Messina végezte el. Colcord a Spacedben billentyűs hangszereken is játszott, ezenkívül ő felügyelte a munkát és a határidő betartását. A számokat többé kevésbé élőben vették fel, melyek két hetet vettek igénybe. Douglas visszaemlékezése szerint iszonyatos lámpalázuk volt a stúdióban, akárhányszor kigyulladt a piros lámpa, leblokkoltak. A drogdealerek rendszeresen felbukkantak, a srácok meg egyfolytában egymást szekálták, kínozták. Nem volt tehát könnyű menet, állandóan napirenden voltak a balhék. Kramer szerint mindenkin nagy nyomás nehezedett a felvételek ideje alatt, ugyanis mindenki azt akarta, hogy feszesebb és profibb legyen a játéka. A dobos a bal kezével fordítva fogta a dobverőt, hogy hangosabban szóljon a pergő. Ettől viszont hólyagos  és sebes lett a keze, ezért Henry Smith dobtechnikus (aki korábban John Bonhammel is dolgozott) javaslatára kesztyűben folytatta a dobolást.
Már majdnem véget ért a stúdiómunka, de egy dal még kellett a lemezre. Így az utolsó pillanatban a C felvevő helyiségben született meg a Lord of the Thighs. A Same Old Song and Dance és a Pandora’s Box fúvós szólamait az Elephant’s Memoryból ismert Stan Bronstein játszotta fel, továbbá az a Michael Brecker és Randy Brecker testvérpáros, akik már számtalan sztárelőadóval zenéltek együtt. A Pandora’s Box elején hallható témát egy olyan hangmérnök játszotta klarinéton, akit a szakszervezet küldött ki a felvételekhez. A hangmérnök a tényleges munkában nem vett részt, hanem csak unalmában klarinétozgatott, és ebből használtak fel egy rövid részletet. A Train Kept A-Rollint eredetileg koncerten akarta rögzíteni a zenekar, de ez az akkori körülményeik között nem volt kivitelezhető. Ezért Douglas az élő hatás érdekében a hangfalakat és Kramer doberősítőjét kirakatta a stúdió lépcsőházába, a 10. emeletre. Ezt követően bemikrofonozta a 8., a 6., és a 2. emeletet, hogy különböző „csúszásokat” kapjon, és így játszotta le a korábban felvett számot. A dalhoz az együttes tiltakozása ellenére közönségzajt is kevert, amely George Harison The Concert for Bangladesh lemezéről származik (korábban ezen is Douglas dolgozott).

## Albumcím és borító
Steven Tyler eredetileg a Bobbing for Piranha (Piranha-vadászat) címet szánta a lemeznek, amelyhez egy olyan borítót képzelt el, amelyen gyerekek vannak hátrakötött kézzel egy hordó körül, miközben húsevő halak harapdálják az arcukat. Elképzelése szerint a borítón már jókora húsdarabok hiányoztak volna a gyerekekről, miközben minden vérben úszott volna. Az ötletet elvetették mivel Tyleren kívül senkinek sem tetszett. A Get Your Wings (megkapod a szárnyaid, vagy szárnyra kapsz) cím két dologra is utalt: egyrészt egy régi motoros beavatási szertartásra, másrészt az együttes új logójára, amely ezen a fekete-fehér borítóképen jelent meg először. A minta egy bozontos, szárnyakba foglalt A betű volt, a közepén pedig egy csikló vagy egy  mandula. Mivel a szárnyak ennél a változatnál túlzottan hasonlítottak a denevér szárnyaira, néhány évvel később a harleysok jelképére emlékeztető szárnyakra cserélték le. A logó alatt a zenekar tagjairól látható egy fotó.

## Fogadtatása, kritikák
Az első albumhoz hasonlóan ezzel a lemezzel sem foglalkozott a sajtó, ezért fennállt annak a veszélye, hogy a Columbia ejti a zenekart. Miután az album nem fogyott az együttes egyik menedzsere David Krebs egy tízoldalas levélben kérte meg a kiadót, hogy tartsa meg a zenekart. A kérvény sikerrel járt, mivel az együttes ezt követően jobb promóciót és hirdetési keretet kapott. A kiadott kislemezek azonban ezután sem fogytak kellőképpen, (a legjobb helyezést a Same Old Song And Dance érte el, miután 54. lett a Billboard Hot 100 listán) az album viszont a 100. helyre került a Billboard 200 listáján, és egy évig fenn is maradt. A rádiók nem adták le a dalokat, de a folyamatos turnézásnak köszönhetően 1975-re aranylemez minősítést szerzett az album.
A lemez fogadtatása nagyrészt pozitív volt a magazinok részéről. Bár a Rolling Stone három csillagot adott rá az ötből, megjegyezte hogy a zenekar „Ügyesen megtalálja az egyensúlyt a Yardbirds és Who stílusú rock, illetve a 70-es évekbeli heavy metal között. Az Aerosmith második lemezéből elfojtott düh árad”. Ezenkívül dicsérte a feszes gitárjátékot, a lemez dinamikáját, valamint a kemény és lágyabb részek ügyes keveredését. Robert Christgau a Grand Funk Railroad örököseinek nevezte a zenekart, akik hangosságuk és ravaszságuk mellett humorérzékkel is rendelkeznek (utalva ezzel a Lord of the Thighs számcímre). Az AllMusic kritikusa Stephen Thomas Erlewine négy és fél pontot adott rá az ötből és kijelentette, hogy a zenekar ezen az albumán találta meg a saját hangzásvilágát. Ezenkívül pozitívan nyilatkozott Perry és Kramer összjátékáról, a Seasons of Withert pedig hátborzongatónak nevezte, míg maga az albumot pedig a zenekar első klasszikus anyagának.

## Számlista
|    | Cím                     | Szerző(k)                            | Hossz |
| -- | ----------------------- | ------------------------------------ | ----- |
| 1. | Same Old Song and Dance | Steven Tyler, Joe Perry              | 3:53  |
| 2. | Lord of the Thighs      | Tyler                                | 4:14  |
| 3. | Spaced                  | Tyler, Perry                         | 4:21  |
| 4. | Woman of the World      | Tyler, Don Solomon                   | 5:49  |
| 5. | S.O.S. (Too Bad)        | Tyler                                | 2:51  |
| 6. | Train Kept A-Rollin'    | Tiny Bradshaw, Howard Kay, Lois Mann | 5:33  |
| 7. | Seasons of Wither       | Tyler                                | 5:38  |
| 8. | Pandora's Box           | Tyler, Joey Kramer                   | 5:43  |

## Közreműködők
- Steven Tyler – ének, zongora
- Joe Perry – gitár, vokál
- Brad Whitford – gitár
- Tom Hamilton – basszusgitár
- Joey Kramer – dob, ütőhangszerek

### Vendégzenészek
- Michael Brecker – szaxofon a Same Old Song and Dance és Pandora's Box dalokban.
- Randy Brecker – trombita a Same Old Song and Dance című számban.
- Stan Bronstein – trombita a Same Old Song and Dance és Pandora's Box dalokban.
- Jon Pearson – harsona a Same Old Song and Dance című számban.
- Ray Colcord – billentyűs hangszereken működött közre a Spaced című számban.

## Produkció
- Producer: Jack Douglas és Ray Colcord
- Végrehajtó producer: Bob Ezrin
- Hangmérnök: Jack Douglas, Jay Messina, Rod O'Brien
- Rendező: David Krebs, Frank Connelly, Steve Leber

### Remaszterelt kiadás közreműködői
- Remaszter producer: Don DeVito
- Remaszter hangmérnök: Vic Anesini
- Borító tervezés: Lisa Sparagano, Ken Fredette
- Borítófotó:Jimmy Ienner, Jr
- Borító kollázs tervezése: Leslie Lambert
- Művészeti felügyelő: Joel Zimmerman

## Helyezések

### Album
| Év   | Lista         | Helyezés |
| ---- | ------------- | -------- |
| 1974 | Billboard 200 | 100      |
| 1974 | Billboard 200 | 70       |

### Kislemezek
| Év   | Kislemez                | Lista             | Helyezés |
| ---- | ----------------------- | ----------------- | -------- |
| 1974 | Same Old Song and Dance | Billboard Hot 100 | 54       |

## Minősítések
| Ország       | Eladási minősítés | Dátum              |
| ------------ | ----------------- | ------------------ |
| RIAA – USA   | Aranylemez        | 1975. április 18.  |
| RIAA – USA   | Platinalemez      | 1986. november 21. |
| RIAA – USA   | 2× Platinalemez   | 1986. november 21. |
| RIAA – USA   | 3x Platinalemez   | 2001. február 26.  |
| CIA – Kanada | Aranylemez        | 1976. november 1.  |
| CIA – Kanada | Platinalemez      | 1979. május 1.     |